# 燕文物流
燕文物流（英語：Yanwen Logistics）全称是北京燕文物流股份有限公司，是一家中国物流公司，主要服务跨境出口综合物流。

## 历史
1998年在北京成立，和全球速卖通、亚马逊公司、Wish.com、EBay、沃尔玛电商等跨境电商网站建立合作关系。

## 产品
- 燕文专线
- 燕文挂号
- 燕文经济